# Giovanna Dandolo

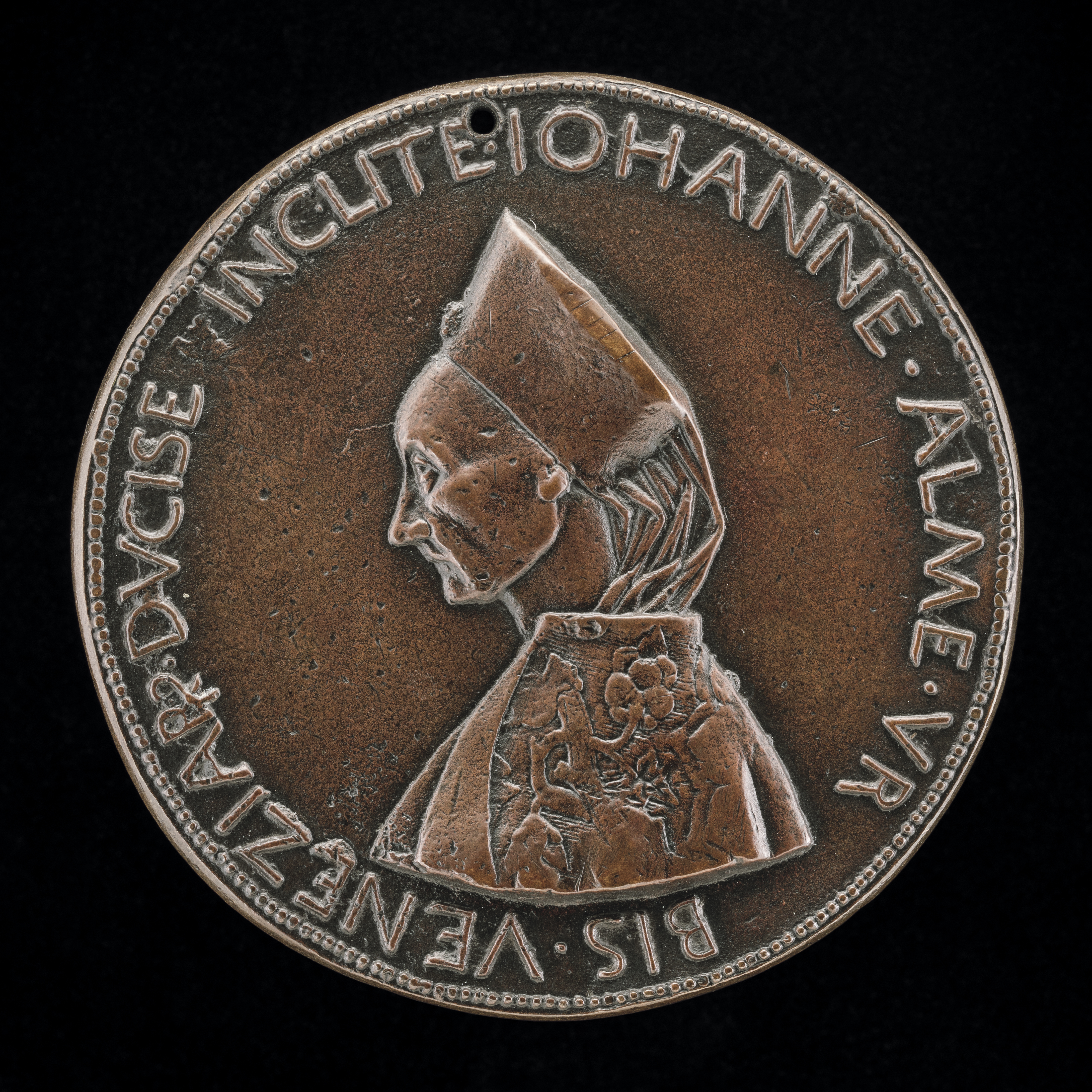
Pietro da Fano, Giovanna Dandolo, Wife of Pasquale Malipiero (reverse), c. 1452-1464, NGA 44557

Giovanna Dandolo var en italiensk mecenat och dogaressa av Venedig, gift 1414 med Venedigs doge Pasquale Malipiero (r. 1457-1462). 
Giovanna Dandolo understödde den nyligen grundade boktryckarkonsten i Venedig och agerade finansiär för många fattiga författare. Hon understödde också spetsindustrin i Burano. Många av de tidigaste böckerna utgivna i Venedig är dedicerade till henne. 
Hon kallades "Tryckeriets kejsarinna" och "Spetsens drottning".  